# Lake St. Louis
Lake St. Louis – miasto w Stanach Zjednoczonych, w stanie Missouri, w hrabstwie St. Charles.